# Jesse Root
Jesse Root (Pittsburgh, 23 novembre 1989) è un hockeista su ghiaccio statunitense, che milita come centro nell'HC Bolzano, squadra della EBEL.

## Carriera
Root è nato in una famiglia di sportivi: il nonno Russell "Lefty" Foster fu un giocatore di baseball, il cugino Dan Marino è stato un giocatore di football americano ed il fratello minore Alec è a sua volta un hockeista.
Si mise in luce nel campionato NCAA con la squadra dell'Università di Yale, i Bulldogs, con cui giocò per quattro stagioni, vincendo il campionato universitario nel 2013 (Root mise a segno la quarta rete nella finale), e divenendone, nell'ultima stagione, capitano.
Nel marzo 2014 venne messo sotto contratto dai Bridgeport Sound Tigers, con cui terminò la stagione in American Hockey League. Rimase nella medesima lega anche nella stagione successiva, passando però ai Texas Stars, e raccogliendo presenze anche nel farm team in ECHL, gli Idaho Steelheads.
Dopo una sola stagione fece ritorno ai Bridgeport Sound Tigers, con cui però raccolse solo sette presenze, giocando perlopiù col farm team in ECHL, i Missouri Mavericks, anche a causa di un infortunio al tendine d'Achille.
Nel giugno del 2016 venne annunciato il suo trasferimento in Europa, in EBEL, con la maglia dell'HC Bolzano.

## Palmarès

### Club
- NCAA National Championship: 1

Yale: 2012-2013

### Individuale
- ECHL Second All-Star Team: 1

2015-2016